# Via Stracciatella
Via Stracciatella è una strada del centro storico di Firenze, situata in Oltrarno, tra la Costa di Sotto angolo Rampa dei Canigiani e la piazza dei Rossi. Lungo il tracciato incontra la rampa di Sotto.

## Storia e descrizione

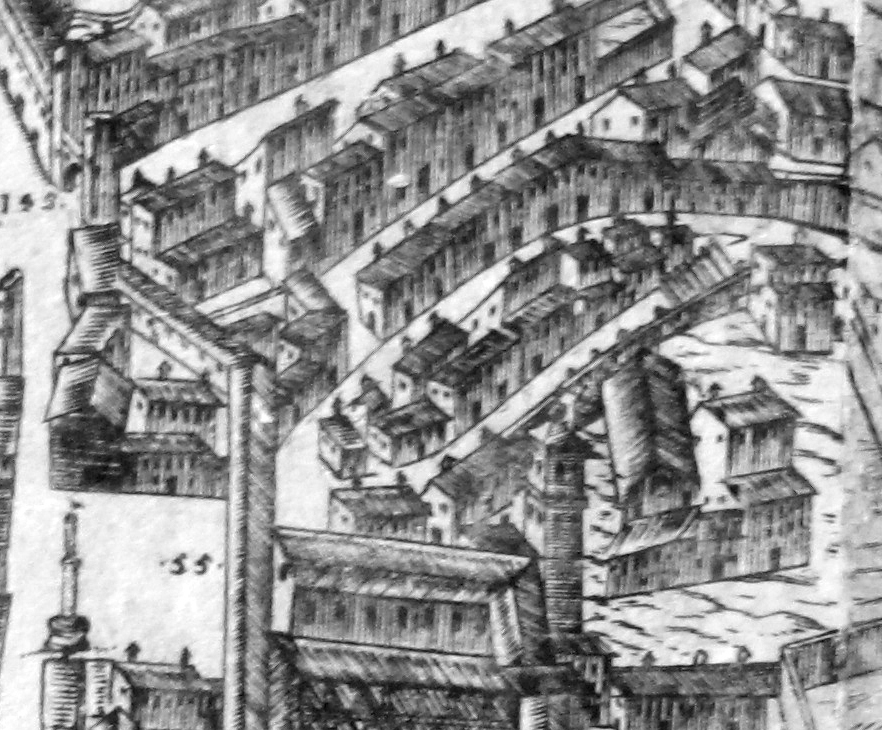
Zona di via Stracciatella nella pianta del Buonsignori (1594); la strada è quella che si biforca dalla Costa San Giorgio al centro per ricongiungersi verso la piazza de' Rossi.

Il nome è attestato dal Settecento ed è di origine non chiara, per quanto lo Stradario storico amministrativo del Comune di Firenze del 1913 lo ipotizzi "derivato, forse, dalla gente d'umile condizione che vi abitava"; in ogni caso si doveva collegare o agli stracci, o alla stracciata di pasta che magari era servita qualche osteria.
In precedenza sono attestate le denominazioni di costa di Mezzo, perché strada intermedia tra la costa San Giorgio e il vicolo del Canneto (che anticamente correva per un tratto più lungo parallelamente a via de' Bardi, come si vede nella mappa del Buonsignori); o costa del Pozzo, dalla presenza di un antico pozzo pubblico presso piazza di Santa Maria Soprarno; o costa di Santa Maria Maddalena dall'esistenza di un oratorio delle monache di Santa Felicita, situato leggermente più a monte da dove inizia la strada, dove oggi si trova la casa di Giovanni Dupré sulla costa San Giorgio.
Nell'agosto del 1944 la zona fu in buona parte distrutta dall'esplosione delle mine poste dall'esercito tedesco in ritirata, per cui oggi, assieme ad alcuni segni che rimandano all'antichità del luogo, la via ha essenzialmente carattere moderno ed è caratterizzata dalla corte di pertinenza dei nuovi edifici che guardano su via de' Bardi e dal basso corpo di fabbrica che la trasforma in un ampio spazio terrazzato, pensato e in effetti inizialmente destinato ad accogliere botteghe artigiane, che della terrazza potevano usufruire per esporre le proprie produzioni. Nell'ambito della viabilità cittadina la strada ha ruolo del tutto secondario.

### Edifici
| Immagine | N°   | Nome                           | Descrizione |
| -------- | ---- | ------------------------------ | --- |
|          | 1    | Casa                           | L'edificio si presenta attualmente come casamento sviluppato su cinque piani, frutto delle ricostruzioni del dopoguerra, ma conserva al terreno due ampi fornici ad arco ribassato e un paramento in pietra che attestano dell'antichità della fondazione. Sul fornice destro è un pietrino recante l'immagine di una colonna sostenente due rami di palma (accompagnato dal numero d'ordine 4 in numeri romani e più sotto da un 19 in numeri arabi), insegna della vicina chiesa di Santa Felicita, a indicare come l'antico immobile facesse parte delle sue proprietà. Nei locali che si aprono sulla strada (a occupare anche l'edificio che precede) è la trattoria Bordino, tra i locali storici di Firenze, forse già attiva prima della Seconda Guerra Mondiale, e comunque sicuramente qui presente dagli anni Cinquanta del Novecento. |
|          | s.n. | Edificio del cinema Arlecchino | Qui si trova il lato posteriore con un'ampia terrazza, soprelevata rispetto alla strada di un solo piano, che costituisce la copertura di quella che era la sala di proiezione del cinema. Su questa, da lato sinistro, è un basso corpo di fabbrica in margine all'ampio spazio terrazzato, pensato da Nino Jodice e in effetti inizialmente destinato ad accogliere botteghe artigiane, che della terrazza potevano usufruire per esporre le proprie produzioni. Dal lato della strada, in corrispondenza di questo corpo, è un tabernacolo con una moderna Madonna col Bambino in terracotta, opera di Libero Andreotti. |

### Tabernacoli

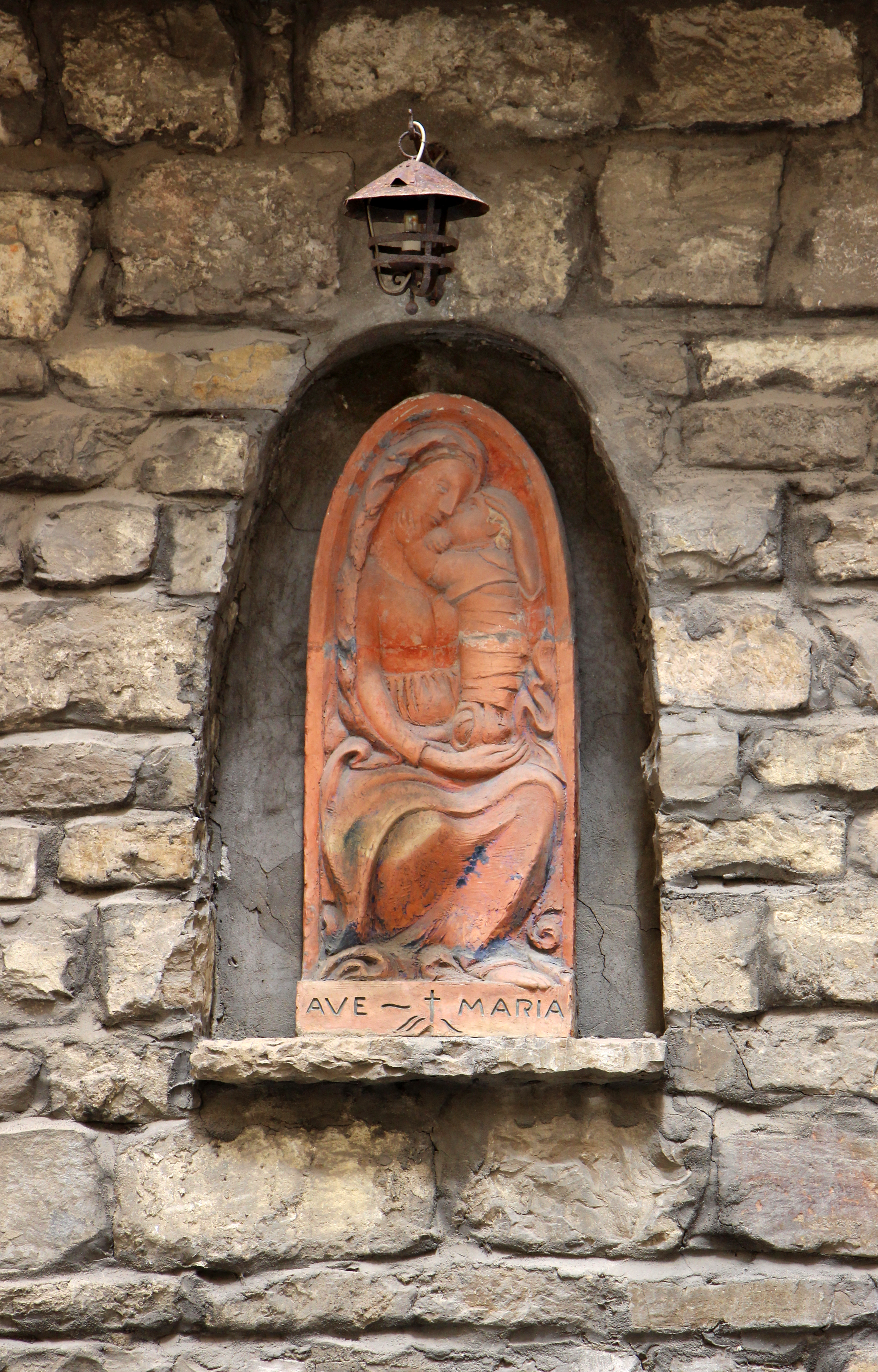
Tabernacolo con terracotta di Libero Andreotti

Tra il 9 rosso e l'1, dove si incontrano due archi in pietra forte di due edifici separati, ma uniti internamente almeno al piano terra, si vede una mattonella in ceramica smaltata con la Madonna Assunta, della manifattura di Figline di Prato, databile al XVIII secolo. Al piano terreno del n. 1 è, tra i due fornici, un piccolo tabernacolo con lanterna che custodisce una Madonna col Bambino in terracotta, da un modello di Benedetto da Maiano. 
Al 16, sul retro del cinema Arlecchino, di trova un tabernacolo con una moderna Madonna col Bambino in terracotta, opera di Libero Andreotti del 1923, donato dalla vedova dello scultore al Comitato per l'Estetica Cittadina in occasione dell'intervento di ripristino dell'area inaugurato nel 1959.

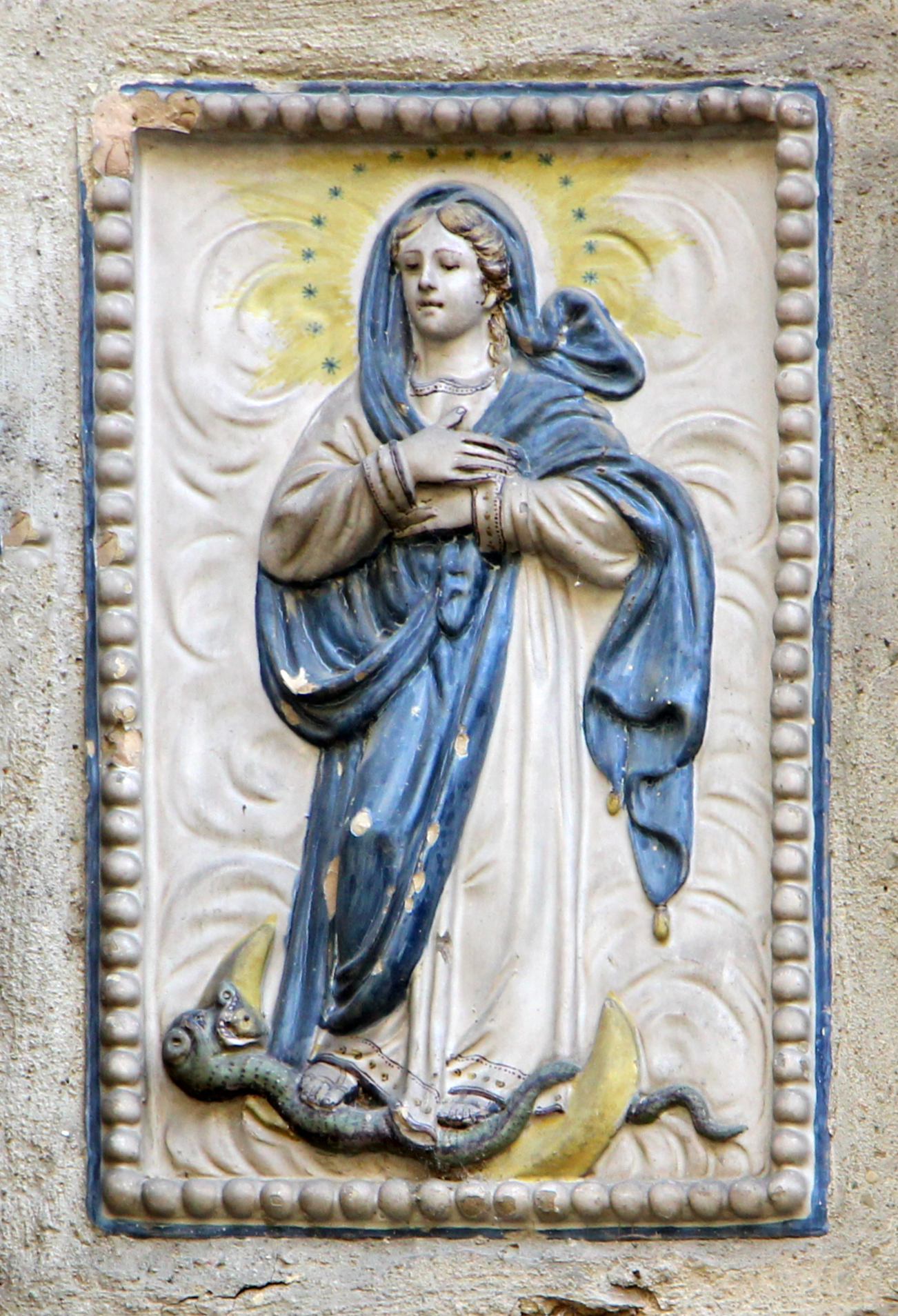
Assunta
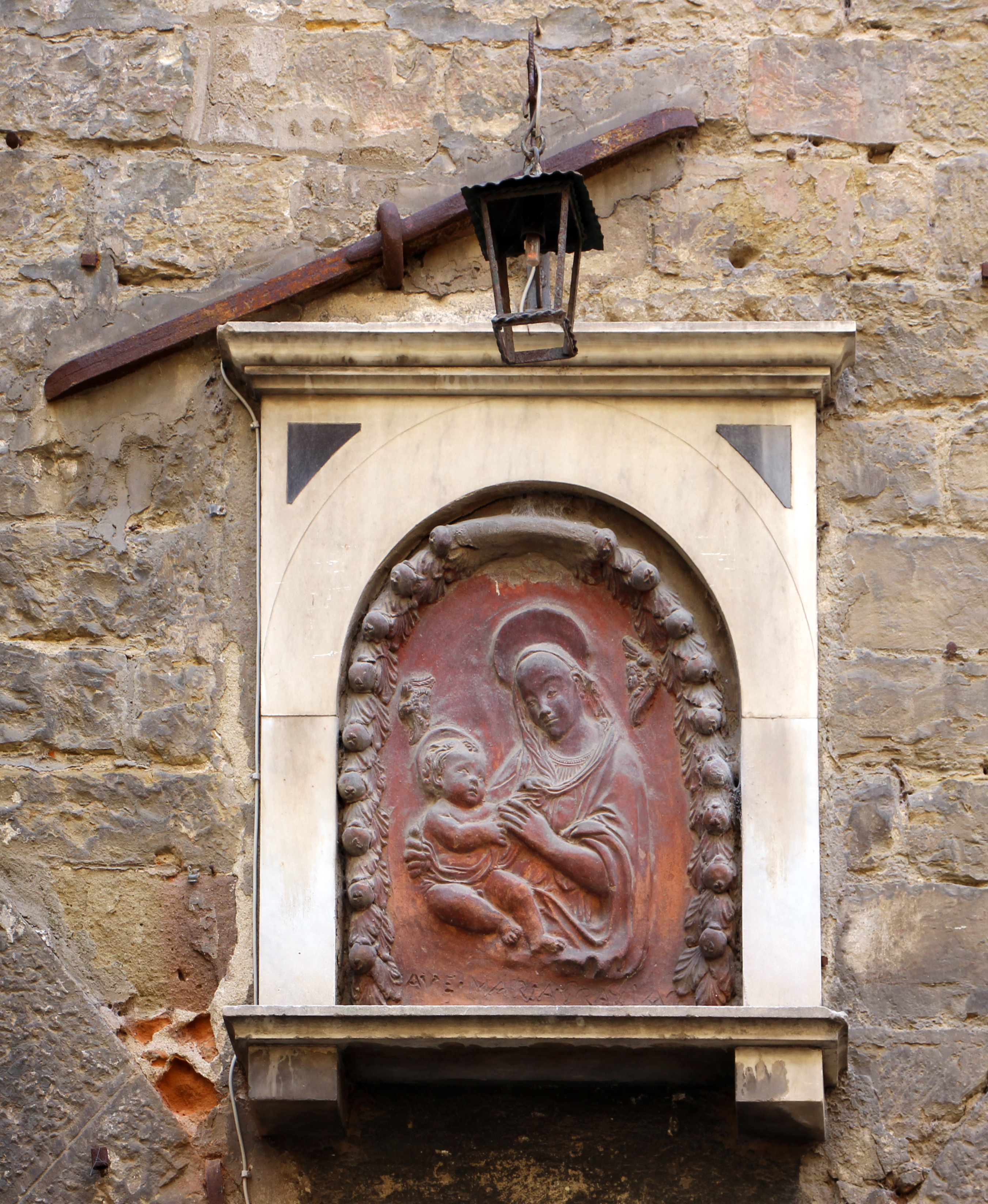
Tabernacolo della Madonna col Bambino

## Vie collegate
- Rampa dei Canigiani: la scalinata fu decisa nel 1951, con riferimento alla famiglia Canigiani che visse in Oltrarno ed aveva la propria cappella in Santa Felicita
- Costa del Pozzo: la breve strada in salita che prosegue dalla rampa dei Canigiani fu decisa nel 1951, come prolungamento carrabile tracciato per costeggiare gli edifici che sarebbero risorti tra il vicolo del Canneto e via de' Bardi, dopo le distruzioni del 1944[4]. Il nome sembra essere stato scelto a ricordare un pozzo che si trovava anticamente in piazza di Santa Maria Soprarno.
- Rampa di Sotto: detta così perché più a valle delle altre rampe, porta dopo un breve tragitto in costa San Giorgio[5].